# 土牛民番地界碑
土牛民番地界碑，是乾隆二十六年（1761年）立於今臺灣臺中市石岡區土牛里的土牛界線界碑，作用為禁止漢族侵墾噶哈巫族等原住民土地。今碑體遷至土牛國小，列為重要古物。

## 歷史

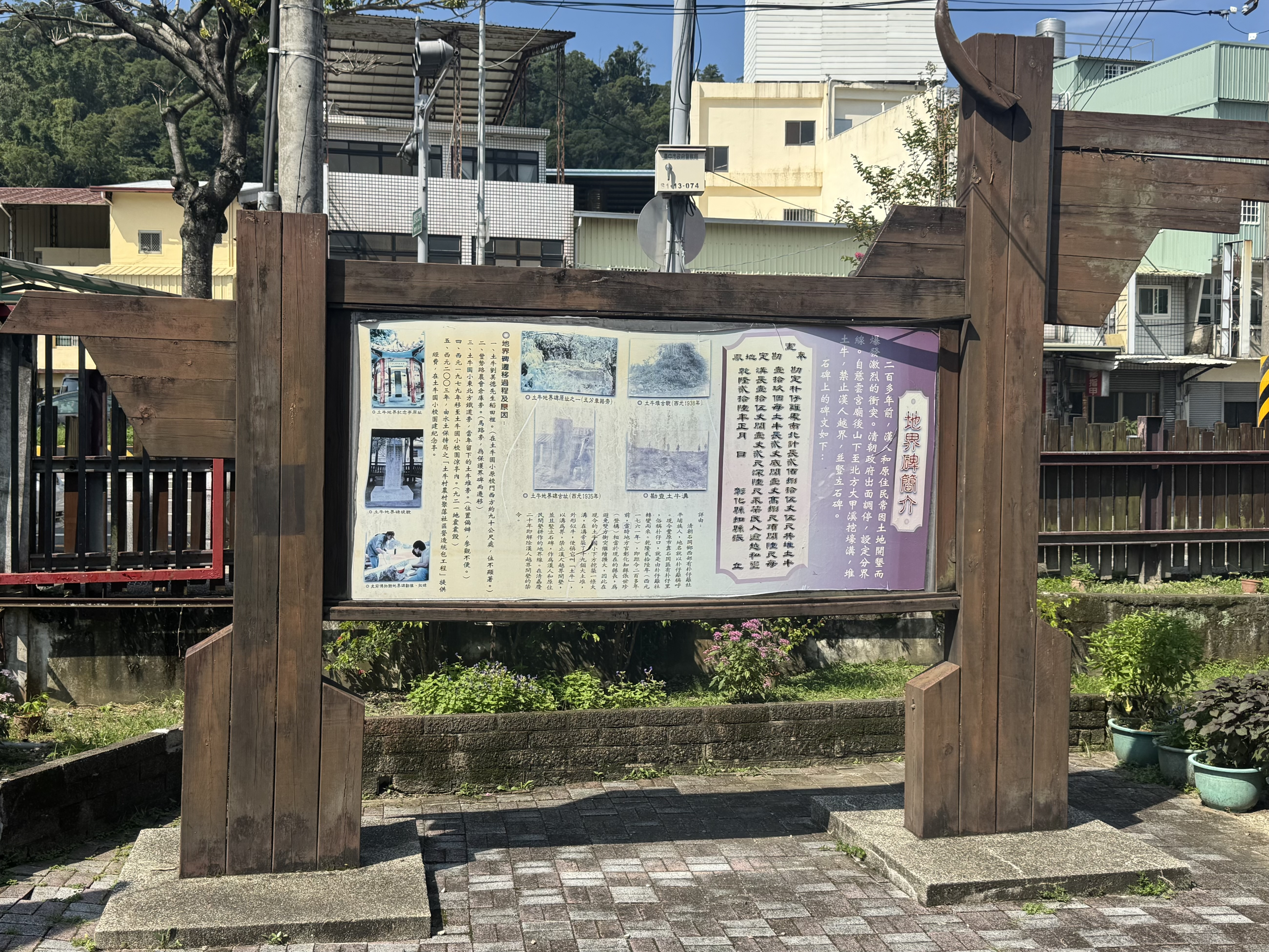
石岡土牛民番地界碑解說牌

石岡地區原為樸仔籬社所居住。乾隆二十六年（1761年），彰化縣知縣張世珍在石岡劃定土牛界線並立下界碑。其用意是禁止漢族侵墾界線以東的東勢及以南的新社原住民土地。
原先此碑豎立於當地人劉美德屋後的稻田。碑文刻著「南北計長貳佰捌拾伍丈伍尺」、「土牛壹拾玖個」、「每土牛長貳丈底闊壹丈高捌尺頂闊陸尺」、「每溝長壹拾伍丈闊壹丈貳尺深陸尺」來明定分界。此些意思為溝界長約1公里、溝寬約4公尺，深約2公尺，並每隔50公尺堆起一座長約6公尺、寬3公尺、高2.5公尺、頂寬約2公尺的土堆。清志時期地圖「朴子籬社圖」也明確畫出這些土牛堆和土牛溝。
據當地長者說有一次原住民襲來，躲在土堆後守衛的官兵匆忙退卻而被打死，至今梅子社區附近的土地公廟前還留有陣亡官兵的墓。嘉慶二十年（1815年），官府解除禁令，漢族從此深入東勢及新社。該兩地的噶哈巫族被迫遷至埔里盆地東北的眉溪。
隨著時代變遷，界碑先移到豐勢路旁，再搬到土牛國小東北方的大土堆。土堆原先在日治時期還存在，現因年代久遠及農民種菜犁平而消失。碑體因配合交通，移到土牛國小校園西北側涼亭。
九二一地震時，界碑倒下。2002年4月26日，東海大學歷史系教授洪敏麟、黃三榮前來參觀時，發現碑亭損壞、碑文模糊、且僅以木板、帆布覆蓋碑體，便唏噓不已。之後，碑體用壓克力板保護。
對當地人來說，土牛民番地界碑成了先民拓墾的紀念碑。土牛國小校長陳榮錦任內特地訓練學生擔任解說員。台中市政府於2013年8月1日先公告此碑為一般古物，後於2020年升為重要古物。